# Pseudosmittia tobaunvicesima
Pseudosmittia tobaunvicesima är en tvåvingeart som beskrevs av Akio Kikuchi och Sasa 1990. Pseudosmittia tobaunvicesima ingår i släktet Pseudosmittia och familjen fjädermyggor. Inga underarter finns listade i Catalogue of Life.